# Oscar fantastica
Oscar fantastica è una sotto-collana degli Oscar Mondadori, nata nel 2016, che raccoglie romanzi di genere fantasy, fantascienza o romance.

## Descrizione
La collana raccoglie alcune storie inedite di genere fantasy, fantascienza o romance solitamente indirizzati a ragazzi, e quindi di genere young adult. Sebbene sia stata iniziata come una collana economica, dal 2022 le edizioni dei libri iniziano a essere più curate nelle copertine e nelle illustrazioni, così come accaduto per gli Oscar draghi.
Dal 2023, nasce la raccolta Oscar fantastica edges per le occasioni in cui vengono pubblicati romanzi arricchiti da decorazioni sui bordi delle pagine, denominate edge painting.

## Elenco delle uscite
- Alex Irvine, Batman: Arkham Knight. La mossa dell'Enigmista, Mondadori ISBN 9788804663904
- John L. Campbell, Omega Days, Mondadori ISBN 9788804663843
- Linda Nagata, Red. La prima luce, Mondadori ISBN 9788804663850
- Oscar Balderrama, Lauren Certo, Arrow – Vendetta, Mondadori ISBN 9788804663911
- Koushun Takami, Battle Royale, Mondadori ISBN 9788804663928
- Rick Yancey, La quinta onda, Mondadori ISBN 9788804672241
- Stefano Vietti, Dragonero – La maledizione di Thule, Mondadori ISBN 9788804669678
- Cassandra Clare, Shadowhunters: Le cronache di Magnus Bane, Mondadori ISBN 9788804666448
- Cassandra Clare, Shadowhunters – Il codice, Mondadori ISBN 9788804662426
- Luca Enoch, Dragonero – Il risveglio del Potente, Mondadori ISBN 9788804666455
- Sarah J. Maas, La Lama dell'Assassina, Mondadori ISBN 9788804674108
- Sarah J. Maas, Trono di Ghiaccio, Mondadori ISBN 9788804672685
- Sarah J. Maas, La Corona di Mezzanotte, Mondadori ISBN 9788804672678
- Licia Troisi, I dannati di Malva, Mondadori ISBN 9788804671855
- Sergej Luk'janenko, I Guardiani della Notte, Mondadori ISBN 9788804672531
- Sergej Luk'janenko, I Guardiani del Giorno, Mondadori ISBN 9788804672548
- Sergej Luk'janenko, I Guardiani del Crepuscolo, Mondadori ISBN 9788804672555
- Rick Yancey, La quinta onda – Il mare infinito, Mondadori ISBN 9788804672654
- Roberto Recchioni, YA – La battaglia di Campocarne, Mondadori ISBN 9788804667780
- Marv Wolfman, Batman. Arkham Night, Mondadori ISBN 9788804663898
- Ian Tregillis, Alchemy Wars – 1. L'Obbligo, Mondadori ISBN 9788804669456
- Licia Troisi, Cronache del Mondo Emerso – Nihal della terra del vento, Mondadori ISBN 9788804677048
- Licia Troisi, Cronache del Mondo Emerso – La missione di Sennar, Mondadori ISBN 9788804671701
- Licia Troisi, Cronache del Mondo Emerso – Il talismano del potere, Mondadori ISBN 9788804671763
- Terry Brooks, I difensori di Shannara – 1. La lama del druido supremo, Mondadori ISBN 9788804667704
- Terry Brooks, I difensori di Shannara – 2. I figli dell'oscurità, Mondadori ISBN 9788804673897
- Sara Raasch, Neve come cenere, Mondadori ISBN 9788804677673
- Ian Tregillis, Alchemy Wars – 2. La rivolta, Mondadori ISBN 9788804673941
- William Gibson, Neuromante, Mondadori ISBN 9788804679394
- Sergej Luk'janenko, I Nuovi Guardiani, Mondadori ISBN 9788804666462
- Sergej Luk'janenko, Gli Ultimi Guardiani, Mondadori ISBN 9788804675297
- Kami Garcia, Margaret Stohl, La sedicesima luna, Mondadori ISBN 9788852018817
- Victoria Aveyard, Regina Rossa, Mondadori ISBN 9788804676720
- Victoria Aveyard, Spada di vetro, Mondadori ISBN 9788804676737
- Douglas Adams, Doctor Who. Il Pianeta Pirata, Mondadori ISBN 9788804673842
- Robert A. Heinlein, La luna è una severa maestra, Mondadori ISBN 9788804665311
- George R. R. Martin, Armageddon Rag, Mondadori ISBN 9788804675822
- William Gibson, Trilogia dello Sprawl, Mondadori ISBN 9788804676836
- Orson Scott Card, ì, Mondadori ISBN 9788804663935
- George R. R. Martin, La luce morente, Mondadori ISBN 9788804673019
- Licia Troisi, La saga del Dominio – 1. Le lame di Myra, Mondadori ISBN 9788804681298
- George R. R. Martin, Il battello del delirio, Mondadori ISBN 9788804682103
- George R. R. Martin, Il cavaliere dei Sette Regni, Mondadori ISBN 9788804682943
- Cixin Liu, Il problema dei tre corpi, Mondadori ISBN 9788804680604
- Rick Yancey, La quinta onda – L'ultima stella, Mondadori ISBN 9788804681151
- Sara Raasch, Ghiaccio come fuoco, Mondadori ISBN 9788804681274
- Osrson Scott Card, Pathfinder: Rovine, Mondadori ISBN 9788804680611
- Sarah J. Maas, La Corona di Fuoco, Mondadori ISBN 9788804684497
- Ian Tregillis, Alchemy Wars – 3. La liberazione, Mondadori ISBN 9788804675235
- Cassandra Clare, Sarah Rees Brennan, Maureen Johnson, Robin Wasserman, Shadowhunters: Le cronache dell'Accademia, ISBN 9788804686354
- Cixin Liu, La materia del cosmo, Mondadori ISBN 9788804686521
- Veronica Roth, Carve the Mark – 1. I Predestinati, Mondadori ISBN 9788804686590
- Sara Raasch, Gelo come notte, Mondadori ISBN 9788804684480
- Victoria Aveyard, Gabbia del re, Mondadori ISBN 9788804686620
- Dan Simmons, The Terror, Mondadori ISBN 9788804703556
- Orson Scott Card, Pathfinder: Visitatori, Mondadori ISBN 9788804686415
- Dario Tonani, Naila di Mondo9, Mondadori ISBN 9788804688259
- Cixin Liu, Nella quarta dimensione, Mondadori ISBN 9788804703297
- Licia Troisi, La saga del Dominio – 2. Il fuoco di Acrab, Mondadori ISBN 9788804703419
- Terry Brooks, I difensori di Shannara – 3. La figlia dello stregone, Mondadori ISBN 9788804703426
- Sarah J. Maas, Regina delle Ombre, Mondadori ISBN 9788804706472
- Peter V. Brett, L'uomo delle rune, Mondadori ISBN 9788804703372
- Ursula K. Le Guin, Ritrovato e perduto, Mondadori ISBN 9788804700296
- Ursula K. Le Guin, I reietti dell'altro pianeta, Mondadori ISBN 9788804689973
- Justin Cronin, Il passaggio, Mondadori ISBN 9788804715795
- P. D. James, I figli degli uomini, Mondadori ISBN 9788804704805
- Terry Pratchett, Neil Gaiman, Good Omens, Mondadori ISBN 9788804712022
- Howard Phillips Lovecraft, Le montagne della follia e il caso di Charles Dexter Ward, Mondadori ISBN 9788804710462
- N. K. Jemisin, La Quinta Stagione. La terra spezzata – Libro 1, Mondadori ISBN 9788804710288
- Carolyne Larrington, L'inverno sta arrivando, Mondadori ISBN 9788804712350
- Ian McDonald, Luna: la trilogia, Mondadori ISBN 9788804714651
- Jay Kristoff, Nevernight. Mai dimenticare, Mondadori ISBN 9788804717959
- Jay Kristoff, Nevernight. I grandi giochi, Mondadori ISBN 9788804717966
- Jay Kristoff, Nevernight. Alba oscura, Mondadori ISBN 9788804717973
- Veronica Roth, Carve the Mark – 2. Il destino divide, Mondadori ISBN 9788804714682
- Cassandra Clare, Storia di illustri Shadowhunters e abitanti del mondo dei Nascosti, Mondadori ISBN 9788804714767
- Audrey Niffenegger, La moglie dell'uomo che viaggiava nel tempo, Mondadori ISBN 9788804686309
- Nnedi Okorafor, Binti, Mondadori ISBN 9788804711452
- Victoria Aveyard, Tempesta di guerra, Mondadori ISBN 9788804714958
- Nei Gaiman, Miti del Nord, Mondadori ISBN 9788804718079
- Suzanne Collins, Hunger Games 1, Mondadori ISBN 9788804716709
- Suzanne Collins, Hunger Games 2 – La Ragazza di Fuoco, Mondadori ISBN 9788804716723
- Suzanne Collins, Hunger Games 3 – Il canto della rivolta, Mondadori ISBN 9788804716716
- Ann Leckie, Ancillary. Trilogia Imperial Radch, Mondadori ISBN 9788804712367
- Sarah. J. Maas, L'impero delle tempeste, Mondadori ISBN 9788804718147
- Valerio Evangelisti, Eymerich: libro uno, Mondadori ISBN 9788804720065  (contiene Nicolas Eymerich, inquisitore, Le catene di Eymerich, Il corpo e il sangue di Eymerich, Il mistero dell'inquisitore Eymerich e Cherudek)
- Valerio Evangelisti, Eymerich: libro due, Mondadori ISBN 9788804720058  (contiene Metallo urlante, Picatrix, la scala per l'inferno, Il castello di Eymerich e Mater terribilis)
- Valerio Evangelisti, Eymerich: libro tre, Mondadori ISBN 9788804720072 (contiene La luce di Orione, Rex tremendae maiestatis, Eymerich risorge e Il fantasma di Eymerich)
- Valerio Evangelisti, Metallo urlante, Mondadori ISBN 9788804718031
- Cassandra Clare, Shadowhunters: The Mortal Instruments – 1. Città di ossa, Mondadori ISBN 9788804716624
- Cassandra Clare, Shadowhunters: The Mortal Instruments – 2. Città di cenere, Mondadori ISBN 9788804716631
- Cassandra Clare, Shadowhunters: The Mortal Instruments – 3. Città di vetro, Mondadori ISBN 9788804716648
- Cassandra Clare, Shadowhunters: The Mortal Instruments – 4. Città degli angeli caduti, Mondadori ISBN 9788804716655
- Cassandra Clare, Shadowhunters: The Mortal Instruments – 5. Città delle anime perdute, Mondadori ISBN 9788804716679
- Cassandra Clare, Shadowhunters: The Mortal Instruments – 6. Città del fuoco celeste, Mondadori ISBN 9788804716686
- Patrick Rothfuss, Cronache dell'Assassino del Re – 1. Il nome del vento, Mondadori ISBN 9788804714095
- Samantha Shannon, Il priorato dell'albero delle arance, Mondadori ISBN 9788804718277
- M. P. Shiel, La nube purpurea, Mondadori ISBN 9788804718048
- Chen Qiufan, Marea tossica, Mondadori ISBN 9788804723950
- N. K. Jemisin, Il Portale degli Obelischi. La terra spezzata – Libro 2, Mondadori ISBN 9788804713975
- Ken Liu, La grazia dei Re, Mondadori ISBN 9788804720331
- Seanan McGuire, Middlegame, Mondadori ISBN 9788804724902
- Arthur C. Clarke, Le guide del tramonto, Mondadori ISBN 9788804730484
- Martha Wells, Murderbot, Mondadori ISBN 9788804727767
- Cassandra Clare, Shadowhunters: The Infernal Devices – 1. L'angelo, Mondadori ISBN 9788804727613
- Cassandra Clare, Shadowhunters: The Infernal Devices – 2. Il principe, Mondadori ISBN 9788804727620
- Cassandra Clare, Shadowhunters: The Infernal Devices – 3. La principessa, Mondadori ISBN 9788804727606
- Josiah Bancroft, L'ascesa di Senlin, Mondadori ISBN 9788804721833
- Isaac Asimov, Fondazione I, Mondadori ISBN 9788804730491
- Isaac Asimov, Fondazione II, Mondadori ISBN 9788804730392
- Isaac Asimov, Fondazione III, Mondadori ISBN 9788804730507
- Isaac Asimov, Ciclo dell'Impero, Mondadori ISBN 9788804736417
- Mackenzi Lee, Guida ai Vizi e alle Virtù per Giovani Gentiluomini / Guida ai Pizzi e alla Pirateria per Giovani Gentildonne, Mondadori ISBN 9788804729693
- Mark Lawrence, Nona Grey. La trilogia, Mondadori ISBN 9788804725596
- R. F. Kuang, La guerra dei papaveri, Mondadori ISBN 9788804729747
- Sarah J. Maas, La torre dell'alba, Mondadori ISBN 9788804728580
- Amal El-Mohtar, Max Gladstone, Così si perde la guerra del tempo, Mondadori ISBN 9788804729822
- Tamsyn Muir, Gideon la Nona, Mondadori ISBN 9788804723639
- V. E. Schwab, La vita invisibile di Addie LaRue, Mondadori ISBN 9788804732334
- Scott Lynch, Gli inganni di Locke Lamora, Mondadori ISBN 9788804736189
- Scott Lynch, I pirati dell'oceano rosso, Mondadori ISBN 9788804736196
- Scott Lynch, La repubblica dei ladri, Mondadori ISBN 9788804736202
- Amie Kaufman, Jay Kristoff, Illuminae, Mondadori ISBN 9788804734673
- Amie Kaufman, Jay Kristoff, Gemina, Mondadori ISBN 9788804734680
- Amie Kaufman, Jay Kristoff, Obsidio, Mondadori ISBN 9788804734666
- Joan He, La stirpe della gru, Mondadori ISBN 9788804728801
- Terry Goodkind, I figli del D'Hara, Mondadori ISBN 9788804719298
- Patrick K. Dewdney, Il bambino di polvere, Mondadori ISBN 9788804725459
- Marie Lu, Il regno capovolto, Mondadori ISBN 9788804735175
- N. K. Jemisin, Il Cielo di Pietra. La terra spezzata – Libro 3, Mondadori ISBN 9788804713982
- Cory Doctorow, Radicalized, Mondadori ISBN 9788804732167
- Susan Dennard, Truthwitch, Mondadori ISBN 9788804726487
- Susan Dennard, Bloodwitch, Mondadori ISBN 9788804726500
- Susan Dennard, Windwitch, Mondadori ISBN 9788804726494
- Cassandra Clare, Shadowhunters: The Last Hours – 1. La catena d'oro, Mondadori ISBN 9788804736592
- Cassandra Clare, Shadowhunters: Dark Artifices – 1. Signora della mezzanotte, Mondadori ISBN 9788804734215
- Cassandra Clare, Shadowhunters: Dark Artifices – 2. Signora delle Ombre, Mondadori ISBN 9788804734208
- Cassandra Clare, Shadowhunters: Dark Artifices – 3. Regina dell'aria e delle tenebre, Mondadori ISBN 9788804734222
- R. F. Kuang, La repubblica del drago, Mondadori ISBN 9788804739265
- Ann Leckie, La torre del corvo, Mondadori ISBN 9788804732365
- Yong Jin, La leggenda del cacciatore di aquile. Libro primo, Mondadori ISBN 9788804730187
- Douglas Adams, Guida galattica per gli autostoppisti, Mondadori ISBN 9788804734369
- Douglas Adams, Ristorante al termine dell'Universo, Mondadori ISBN 9788804730590
- Douglas Adams, La vita, l'universo e tutto quanto, Mondadori ISBN 9788804734376
- Douglas Adams, Addio, e grazie per tutto il pesce, Mondadori ISBN 9788804734383
- Douglas Adams, Praticamente innocuo, Mondadori ISBN 9788804734390
- Mary Robinette, The calculating stars, Mondadori ISBN 9788804725329
- Patrick Ness, Siobhan Dowd, Sette minuti dopo la mezzanotte, Mondadori ISBN 9788804739470
- Tamsyn Muir, Harrow la Nona, Mondadori ISBN 9788804735892
- Ernest Cline, Ready Player One, Mondadori ISBN 9788804741831
- TJ Klune, La casa sul mare celeste, Mondadori ISBN 9788804735144
- Brian Herbert, Kevin J. Andersen, Dune: il duca di Caladan, Mondadori ISBN 9788804742005
- Glen Cook, Cronache della Compagnia Nera, Mondadori ISBN 9788804735199
- Elizabeth Lim, Spin the dawn, Mondadori ISBN 9788804735847
- Elizabeth Lim, Unravel the dawn, Mondadori ISBN 9788804736929
- V. E. Schwab, Città di spettri, Mondadori ISBN 9788804736547
- Alix E. Harrow, Le streghe in eterno, Mondadori ISBN 9788804737674
- Taylor Jenkins Reid, I sette mariti di Evelyn Hugo, Mondadori ISBN 9788804740285
- Richard Matheson, Tre millimetri al giorno, Mondadori ISBN 9788804741909
- Brandon Sanderson, Edgedancer, Mondadori ISBN 9788804733850
- Jay Kristoff, L'impero del vampiro, Mondadori ISBN 9788804728177
- Douglas Adams, Dirk Gently, Agenzia investigativa olistica, Mondadori ISBN 9788804740209
- Laura Purcell, Il filo avvelenato, Mondadori ISBN 9788804734550
- Douglas Adams, La lunga oscura pausa caffè dell'anima, Mondadori ISBN 9788804741428
- Douglas Adams, Il salmone del dubbio, Mondadori ISBN 9788804741435
- V. E. Schwab, Tunnel di ossa, Mondadori ISBN 9788804740247
- Sarah J. Maas, Il regno di cenere, Mondadori ISBN 9788804742074
- V E. Schwab, Ponte di anime, Mondadori ISBN 9788804742630
- Aiden Thomas, Cemetery Boys, Mondadori ISBN 9788804739661
- Silvia Moreno-Garcia, Mexican Gothic, Mondadori ISBN 9788804742142
- Benjamin Alire Sáenz, Aristotle e Dante scoprono i segreti dell'universo, Mondadori ISBN 9788804743576
- Neon Yang, Le maree nere del cielo, Mondadori ISBN 9788804745105
- Neon Yang, I fili rossi della fortuna, Mondadori ISBN 9788804745099
- Neon Yang, Discesa tra i mostri, Mondadori ISBN 9788804745112
- Neon Yang, Ascesa alla divinità, Mondadori ISBN 9788804745129
- Marie Rutkoski, La bugia di mezzanotte, Mondadori ISBN 9788804739012
- Brandon Sanderson, Arcanum Unbounded, Mondadori ISBN 9788804727361
- Shelley Parker-Chan, Lei che divenne il sole, Mondadori ISBN 9788804746072
- Kerri Maniscalco, Il Regno dei Malvagi, Mondadori ISBN 9788804744139
- Ken Liu, Il muro di tempeste, Mondadori ISBN 9788804720324
- Brian Herbert, Kevin J. Anderson, Dune: La lady di Caladan, Mondadori ISBN 9788804744450
- Brigid Kemmerer, Un fato così ingiusto e solitario, Mondadori ISBN 9788804744887
- Alissa Nutting, Made for love, Mondadori ISBN 9788804744214
- R. F. Kuang, La dea in fiamme, Mondadori ISBN 9788804745358
- Brigid Kemmerer, Un cuore così impavido e spezzato, Mondadori ISBN 9788804745600
- Richard K. Morgan, L'acciaio sopravvive, Mondadori ISBN 9788804745242
- Richard K. Morgan, Il gelo comanda, Mondadori ISBN 9788804745259
- Richard K. Morgan, L'ombra profana, Mondadori ISBN 9788804745266
- Jennieke Cohen, Un'alleanza pericolosa, Mondadori ISBN 9788804742890
- Paul Tremblay, La casa alla fine del mondo, Mondadori ISBN 9788804739890
- Brigid Kemmerer, Un voto così intrepido e mortale, Mondadori ISBN 9788804745617
- Patrick K. Dewdney, La Peste e la vite, Mondadori ISBN 9788804739692
- Kiran Millwood Hargrave, Le ragazze immortali, Mondadori ISBN 9788804745006
- Todd Grimson, Al nuovo gusto di ciliegia, Mondadori ISBN 9788804750406
- Gregory Maguire, Wicked, Mondadori ISBN 9788804745648
- Brandon Sanderson, La via dei re – Libro uno delle Cronache della Folgoluce, Mondadori ISBN 9788804748977
- Alice Oseman, Radio silence, Mondadori ISBN 9788804747727
- Michaela Coel, Misfits, Mondadori ISBN 9788804745150
- Seanan McGuire, Una porta per ogni cuore, Mondadori ISBN 9788804750987
- Cassandra Clare, Shadowhunters: The Last Hours – 2. La catena di ferro, Mondadori ISBN 9788804747741
- TJ Klune, Sotto la porta dei sussurri, Mondadori ISBN 9788804750017
- George R. R. Martin, Il Trono di Spade 1. Un gioco di troni, Mondadori ISBN 9788804750789
- George R. R. Martin, Il Trono di Spade 2. Uno scontro di re, Mondadori ISBN 9788804750802
- George R. R. Martin, Il Trono di Spade 3. Una tempesta di spade, Mondadori ISBN 9788804750819
- George R. R. Martin, Il Trono di Spade 4. Un banchetto per corvi, Mondadori ISBN 9788804750826
- George R. R. Martin, Il Trono di Spade 5. Una danza con i draghi, Mondadori ISBN 9788804750833
- Hafsah Faizal, Catturiamo la fiamma, Mondadori ISBN 9788804747659
- Kacen Callender, Felix Ever After, Mondadori ISBN 9788804747611
- Arkady Martine, Un ricordo chiamato impero, Mondadori ISBN 9788804749127
- Walter Tevis, L'uomo che cadde sulla Terra, Mondadori ISBN 9788804755654
- Yong Jin, La leggenda del cacciatore di aquile. Libro secondo, Mondadori ISBN 9788804742975
- Hafsah Faizal, Liberiamo le stelle, Mondadori ISBN 9788804750772
- Margaret Rogerson, Sorcery of thorns, Mondadori ISBN 9788804753377
- Mailinda Lo, La notte scorsa al Telegraph Club, Mondadori ISBN 9788804752264
- N. K. Jemisin, La città che siamo diventati, Mondadori ISBN 9788804744184
- Elisabeth Thomas, Catherine House, Mondadori ISBN 9788804753100
- C. L. Clark, The Unbroken, Mondadori ISBN 9788804746058
- Fonda Lee, Jade City, Mondadori ISBN 9788804746096
- H. G. Parry, L'improbabile fuga di Uriah Heep, Mondadori ISBN 9788804752875
- P. Djèlí Clark, Ring Shout, Mondadori ISBN 9788804748731
- Maya Deane, Cantami, o Diva, Mondadori ISBN 9788804754626
- Neil Gaiman, Stardust, Mondadori ISBN 9788804745402
- Diana Gabaldon, Quando accadrà dillo alle api, Mondadori ISBN 9788804751793
- Charlie Jane Anders, Tutti gli uccelli nel cielo, Mondadori ISBN 9788804747734
- Neil Gaiman, Nessundove, Mondadori ISBN 9788804766292
- Benjamin Alire Sáenz, Aristotle e Dante si immergono nelle acque del mondo, Mondadori ISBN 9788804755661
- Camille DeAngelis, Bones and all, Mondadori ISBN 9788804750390
- Neal Shusterman, Falce, Mondadori ISBN 9788804753384
- Neal Shusterman, Thunderhead, Mondadori ISBN 9788804753391
- Neal Shusterman, Il rintocco, Mondadori ISBN 9788804753407
- Neil Gaiman, I ragazzi di Anansi, Mondadori ISBN 9788804741473
- Alix E. Harrow, Le diecimila porte di January, Mondadori ISBN 9788804753421
- Neil Gaiman, American Gods, Mondadori ISBN 9788804745303
- Neil Gaiman, Cose fragili, Mondadori ISBN 9788804750192
- Heather Walter, Malice, Mondadori ISBN 9788804747642
- Brian McClellan, Promessa di sangue, Mondadori ISBN 9788804741381
- Cassandra Clare, Wesley Chu, Shadowhunters: The Eldest Curses – 1. La mano scarlatta, Mondadori ISBN 9788804753179
- Cassandra Clare, Wesley Chu, Shadowhunters: The Eldest Curses – 2. Il libro bianco perduto, Mondadori ISBN 9788804753216
- Neil Gaiman, L'oceano in fondo al sentiero, Mondadori ISBN 9788804741404
- Brandon Sanderson, Parole di luce – Libro due delle Cronache della Folgoluce, Mondadori ISBN 9788804748960
- Brandon Sanderson, Giuramento – Libro tre delle Cronache della Folgoluce, Mondadori ISBN 9788804710196
- Robert Jackson Bennett, Foundryside – Founders 1., Mondadori ISBN 9788804740940
- V. E. Schwab, Gallant, Mondadori ISBN 9788804746713
- Neal Stephenson, Snow Crash, Mondadori ISBN 9788804754428
- Manlio Castagna, La reincarnazione delle sorelle Klun, Mondadori ISBN 9788804749066
- Susan Hill, La donna in nero, Mondadori ISBN 9788804746089
- Rachael Lippincott, A un metro da te, Mondadori ISBN 9788804753438
- Jay Kristoff, Lifelike. Lifel1k3 series (Vol. 1), Mondadori ISBN 9788804756576
- Jay Kristoff, Deviate. Lifel1k3 series (Vol. 2), Mondadori ISBN 9788804757528
- Jay Kristoff, Truelife. Lifel1k3 series (Vol. 3), Mondadori ISBN 9788804757535
- Sosuke Natsukawa, Il gatto che voleva salvare i libri, Mondadori ISBN 9788804756552
- Juliet Marillier, La figlia della foresta, Mondadori ISBN 9788804755791
- Holly Black, Libro della notte, Mondadori ISBN 9788804758266
- Saint T. Gibson, Una dote di sangue, Mondadori ISBN 9788804755685
- Hannah Whitten, Per il lupo, Mondadori ISBN 9788804747628
- Alice Oseman, Questo inverno. Una heartstopper story, Mondadori ISBN 9788804771241
- Ryka Aoki, Luce dalle altre stelle, Mondadori ISBN 9788804754251
- Adam Silvera, Più felice che no, Mondadori ISBN 9788804756347
- Marissa Meyer, Gilded, Mondadori ISBN 9788804751748
- Kerri Maniscalco, Il regno dei dannati, Mondadori ISBN 9788804754961
- Alice Oseman, Nick e Charlie, Mondadori ISBN 9788804771258
- Fonda Lee, Jade War, Mondadori ISBN 9788804756583
- Cixin Liu, Fulmine globulare, Mondadori ISBN 9788804719427
- Michelle Zauner, Crying in H Mart, Mondadori ISBN 9788804754329
- Casey McQuiston, Rosso, bianco & sangue blu, Mondadori ISBN 9788804767060
- Seanan McGuire, Tra tuoni e fulmini, Mondadori ISBN 9788804750994
- Alice Oseman, Loveless, Mondadori ISBN 9788804773764
- S. A. Chakraborty, La città di ottone, Mondadori ISBN 9788804766827
- S. A. Chakraborty, Il regno di rame, Mondadori ISBN 9788804766803
- S. A. Chakraborty, L'impero d'oro, Mondadori ISBN 9788804766810
- Micol Ostow, Riverdale, Mondadori ISBN 9788804753254
- Micol Ostow, Fuga dalla città, Mondadori ISBN 9788804753261
- Micol Ostow, L'albero dei delitti, Mondadori ISBN 9788804753278
- Amanda Foody, C. L. Herman, Noi i cattivi, Mondadori ISBN 9788804770152
- Libba Bray, The Diviners, Mondadori ISBN 9788804756101
- Dana Schwartz, Anatomy. Una storia d'amore, Mondadori ISBN 9788804754275
- John Crowley, Little, Big, Mondadori ISBN 9788804752363
- Robin Hobb, L'apprendista assassino, Mondadori ISBN 9788804754299
- C. S. Pacat, Dark Rise, Mondadori ISBN 9788804745624
- Brandon Sanderson, La legge delle lande, Mondadori ISBN 9788804757801
- Genevieve Gornichec, The witch's heart, Mondadori ISBN 9788804749042
- Kerri Maniscalco, Sulle tracce di Jack Lo Squartatore, Mondadori ISBN 9788804753339
- Kerri Maniscalco, Alla ricerca del Principe Dracula, Mondadori ISBN 9788804753346
- Kerri Maniscalco, In fuga da Houdini, Mondadori ISBN 9788804753353
- Kerri Maniscalco, In caccia del Diavolo, Mondadori ISBN 9788804753360
- Jennette McCurdy, Sono contenta che mia madre è morta, Mondadori ISBN 9788804773207
- Patrick Rothfuss, Le Cronache dell'Assassino del Re – 2. La paura del saggio, Mondadori ISBN 9788804744504
- Ana Huang, Twisted love, Mondadori ISBN 9788804769828
- Alice Oseman, I was born for this, Mondadori ISBN 9788804755838
- Fonda Lee, Jade Legacy, Mondadori ISBN 9788804758693
- Axie Oh, La ragazza che cadde in fondo al mare, Mondadori ISBN 9788804756224
- Elizabeth Lim, Spin the dawn, Mondadori ISBN 9788804775546
- Elizabeth Lim, Unravel the dusk, Mondadori ISBN 9788804775539
- Mason Deaver, Ti auguro ogni bene, Mondadori ISBN 9788804769668
- Beth O'Leary, The flatshare, Mondadori ISBN 9788804776611
- Philip K. Dick, Un oscuro scrutare, Mondadori ISBN 9788804769415
- Brandon Sanderson, Mistborn 1. L'ultimo impero – The Final Empire, Mondadori ISBN 9788804778769
- Melissa Bashardoust, Ragazza, serpente, spina, Mondadori ISBN 9788804775553
- Juliet Maillier, Il figlio delle ombre, Mondadori ISBN 9788804768661
- Judy I. Lin, Una magia infusa di veleno, Mondadori ISBN 9788804763406
- Jessamine Chan, La scuola per le buone madri, Mondadori ISBN 9788804755364
- Emily J. Taylor, Hotel Magnifique, Mondadori ISBN 9788804758150
- Rebecca Roanhorse, Sole Nero, Mondadori ISBN 9788804749196
- Torrey Peters, Detransition, baby, Mondadori ISBN 9788804744122
- Adrienne Young, Fable, Mondadori ISBN 9788804769798
- Sue Lynn Tan, La figlia della dea della luna, Mondadori ISBN 9788804770183
- Nikki St. Crowe, The Never King, Mondadori ISBN 9788804771210
- Casey McQuiston, Ho baciato Sara Wheeler, Mondadori ISBN 9788804754350
- Philip K. Dick, Dottor futuro, Mondadori ISBN 9788804768005
- Peter Beagle, L'ultimo unicorno, Mondadori ISBN 9788804755524
- Hao Jingfang, Vagamondi, Mondadori ISBN 9788804745631
- Dario Tonani, Il trentunesimo giorno, Mondadori ISBN 9788804757603
- TJ Klune, Nella vita dei burattini, Mondadori ISBN 9788804767015
- Caroline Kepnes, You, Mondadori ISBN 9788804779025
- Kate Bromley, Talk bookish to me, Mondadori ISBN  9788804768579
- Robert Jackson Bennett, Shorefell – Founders 2., Mondadori ISBN  9788804755869
- Zakiya Dalila Harris, The other black girl, Mondadori ISBN  9788804759003
- Tricia Levenseller, La figlia del re dei pirati, Mondadori ISBN  9788804769859
- Tamsyn Muir, Nona la nona, Mondadori ISBN  9788804765639
- Diana Gabaldon, Outlander - 1. La straniera, Mondadori ISBN  9788804753636
- Alix E. Harrow, Le streghe in eterno, Mondadori ISBN  9788804778356
- Jeffrey Eugenides, Le vergini suicide, Mondadori ISBN  9788804776215
- Margaret Rogerson, Vespertine, Mondadori ISBN  9788804764328
- Juliet Marillier, Il figlio della profezia, Mondadori ISBN  9788804768678
- Jane Healey, Gli animali di Lockwood Manor, ISBN  9788804751816
- Philip K. Dick, I simulacri, Mondadori ISBN  9788804768012
- R. F. Kuang, Babel, Mondadori ISBN  9788804769880
- Ana Kuang, Twisted games, Mondadori ISBN  9788804769835
- Alexis Hall, Boyfriend material, Mondadori ISBN  9788804772163
- Silvia Moreno-Garcia, Gli dei di giada e ombra, Mondadori ISBN  9788804757931
- Brian McClellan, La campagna cremisi, Mondadori ISBN  9788804743514
- Diane Setterfield, La tredicesima storia, Mondadori ISBN  9788804780984
- Pyun Hye-young, The hole, Mondadori ISBN  9788804758532
- Leonardo Patrignani, La cattedrale di sabbia, ISBN  9788804758105
- Rachel Yoder, Nightbitch, Mondadori ISBN  9788804758761
- Brandon Sanderson, Le ombre residue, Mondadori ISBN  9788804713968
- Travis Baldree, Legends & Lattes, Mondadori ISBN  9788804765028
- Angela Chen, Ace, Mondadori ISBN  9788804755098
- Andrea Butini, L'occhio del gufo, Mondadori ISBN  9788804757733